# Mako (personaje)
Mako es un personaje de la serie animada La leyenda de Korra. Es un maestro del fuego y maestro del rayo, de dieciocho años; capitán del equipo en el que está Korra del torneo Pro-Control de Ciudad República. Su equipo se llama Fire Ferrets o "Hurones de Fuego", probablemente en honor a la mascota de su hermano, que es su única familia. Bolin y Mako se quedaron huérfanos cuando niños y Mako siempre ha cuidado de su hermano menor. Su sueño es ganar el torneo de Control Profesional juntos y ser los campeones de Ciudad República.
Fue llamado así en honor al fallecido Mako Iwamatsu (m. 2006), el actor de voz que proporcionó la voz del Maestro Iroh en Avatar: The Last Airbender.

## Historia
Cuando tenía ocho años, Mako fue testigo de la muerte de sus padres a manos de un Maestro Fuego, dejando a Bolin como su única familia y su pañuelo rojo como el único recuerdo preciado de su padre. Siendo el hermano mayor, se vio obligado a asumir responsabilidades adultas desde ese punto en adelante, privándole de la mayor parte de su infancia.
Como un huérfano, Mako hizo todo lo necesario para sobrevivir y proteger a su hermano. A menudo tenía que recurrir a su control del fuego para protegerse a sí mismo y a Bolin en las calles. Esta actitud le puso en contacto con una organización criminal muy conocida, en donde era un contador, aunque él nunca hizo nada absolutamente ilegal durante su empleo. Después de un tiempo, las cooperaciones entre la Triple Amenaza y los dos hermanos llegaron a su fin. Reconociendo la peligrosidad y la ambigüedad moral de su pasado, Mako se determinó no volver a esa vida y le prohibió a Bolin asociarse de alguna manera de nuevo con ellos.
Mako y su hermano comenzaron a competir en el torneo de Pro-Control cuando un excompetidor, Toza, los descubrió peleando en las calles, y reconoció su potencial. Toza ofreció a los hermanos un lugar para vivir en el ático de la Arena Pro-Control y dejarlos trabajar para pagar la renta, lo que les permitió centrarse en el Pro-Control. Mako finalmente se convirtió en el capitán de un equipo de Pro-Control, los Hurones de Fuego, que incluía a su hermano y su amigo Hasook.

## Los primeros problemas
Al principio, Mako pensó que Korra solo era una más de las fanes de su hermano Bolin, así que no le prestó mucha atención. Ella se asombró mucho al ver como Mako se deshacía del equipo contrario en el último round y, cuando ganaron, lo felicitó pero él le respondió de manera muy fría. Unos segundos después, Mako se dio cuenta de que era el Avatar y que se había comportado muy mal, aun así no se hicieron amigos al instante.
Cuando Hasook, el compañero de Bolin y Mako, no se presentó a la final del torneo, Korra le preguntó si podía unirse al equipo, Mako se negó rotundamente diciendo que preferiría ser descalificado antes de ser puesto en ridículo. Sin embargo, Korra y Bolin lo ignoraron y la muchacha entró a la final. Al principio del combate, ella tenía algunos problemas con las reglas y cometía errores, eso enfureció a Mako. Segundos después, ella reveló ante el público que era el Avatar y le advirtieron que no usara tierra-control ni fuego-control. Sin embargo, después de que Korra ganó el partido con un golpe de gracia sacando al equipo contrario. Mako la felicitó y aceptó que se quedara en el equipo.
Un día, mientras practicaban, Butakha se presentó para pagarles el encuentro, pero el dinero desapareció igual de rápido que como llegó ya que tenían deudas, Butakha le informó al equipo de que tenían que pagar 30 000 yuanes para poder entrar al torneo, o serían descalificados. Bolin sugirió que podría ganar dinero enseñándole a la gente los trucos que le enseñó a Pabu, pero Mako rechazó esa idea y se fue a conseguir trabajo en una planta de energía. Cuando regresó a la arena después de trabajar, no encontró a su hermano, pensó que estaba con Korra en la Isla del Templo del Aire. Ante su negación, decidieron ir por la ciudad a buscarlo. Fuera de la estación central de la ciudad, se encontraron con Skoochy, quien les dijo que Bolin había sido reclutado por la Tríada de la Triple Amenaza. Cuando Mako y Korra llegaron a la sede de la banda, supieron que Bolin había sido capturado por los igualitarios en un ataque y luego se fueron a rescatarlo. Sin embargo, su encuentro con dos bloqueadores chi terminó en su derrota. Debido a la intervención de Naga, quedaron ilesos y viajaron al Parque de Ciudad República para buscar información.
En la manifestación, descubrieron que Amón iba a demostrar su poder de quitar los poderes para siempre en los miembros de la Tríada secuestrados incluido Bolin. Con el fin de salvar a su hermano, Mako le dijo Korra que hiciera un gran velo de vapor que brotara de las tuberías en el lado de la sala de recuperación, lo que distrajo a los igualitarios y le permitió rescatar Bolin. Cuando los hermanos ya fuera, su fuga fue frustrado por la intervención los igualitarios que atacó y dominó con sus bastones electrificados, pero antes de que pudiera hacer más daño, Korra los discapacitados con su Tierra Control, y ayudó a escapar Mako y Bolin en Naga.

### Conociendo a los Sato
Pocos días después de los acontecimientos con los igualitarios, Mako fue atropellado por un ciclomotor conducido por Asami Sato cuando él cruzó la calle sin mirar. Ella rápidamente le ayudó a ponerse de pie y se disculpó. Aunque al principio se enojó por el accidente, Mako perdió el hilo de sus pensamientos y su temperamento el momento. Después de que ella lo reconoció como un pro-maestro, y como disculpa lo recompensó con una cita en un fino restaurante. Mako era vacilante, declarando que él no tenía la vestimenta apropiada para un ambiente formal. Sin embargo, Asami le aseguró que era de lo que menos se tenía que preocupar. A su llegada al restaurante más tarde esa noche, Mako se le dio ropa adecuada. Cuando el camarero intentó quitar la bufanda Mako, inmediatamente lo detuvo. El camarero cumplió la orden y mostró Mako la mesa, donde Asami ya estaba esperándolo. Durante su cita, Mako se enteró de que era la hija del industrial exitoso, Hiroshi Sato, y fue invitado personalmente por ella a su encuentro,. Cuando se reunió con Hiroshi al día siguiente en industrias FUTURO, el empresario informó a Mako, que Asami le había hablado sobre su equipo y los problemas financieros, así que decidió patrocinar a los hurones de fuego en el Torneo Pro-Control.

### Temas románticos
En la víspera de su primer partido del Torneo, Bolin preguntó a Mako su opinión acerca de Korra como novia. Mako al principio pensó que se refería a él y respondió que prefería estar con Asami. Sin embargo, Bolin lo corrigió diciéndole a lo que en realidad se refería, Mako respondió que era mejor para Korra permanecer solo como amigos y que salir con sus compañeros de equipo era mala idea.
Después de que el fuego Hurones ganó el primer partido, Korra le confiesa sus sentimientos a Mako, él se disculpó y sutilmente le dice a Korra que él no sentía lo mismo por ella. A pesar de que ella estaba desanimada, acepta ir con Bolin a una cita. Mako los observó algo celoso pero trato de ignorarlo.
Cuando Korra volvió a la Arena, Mako le advirtió que no jugara con los sentimientos de su hermano, ella rápidamente agregó que él estaba celoso y Mako se puso a la defensiva, esto terminó en un conflicto. Su conflicto casi hizo que los hurones de Fuego perdieran su siguiente partido debido a la falta de trabajo en equipo, ya que ninguno de ellos se centraron en la tarea en cuestión. Cuando el partido fue llevado a un desempate, Bolin anuló la decisión de Mako para pelear, afirmando que su cabeza "no estaba en el juego", la cual resultó ser una decisión inteligente. Tras el partido, Mako se acercó a Korra y admitió tener sentimientos por ella, pero que él estaba confundido porque le gustaba Asami también. Fue interrumpido cuando Korra repente se tambaleó hacia delante y lo besó. Aunque sorprendido por sus acciones, Mako sinceramente le devolvió el beso. Sin embargo, su momento romántico fue presenciado por Bolin, quien rápidamente se dio a la fuga con lágrimas en los ojos de un corazón roto. Después de culpar a Korra por toda la situación como era la que inició el beso, se lanzó en su persecución.
Al día siguiente, Mako descubrió que su hermano había pasado la noche en Noodlery Algas de Narook. Bolin se negó a volver a casa con él, diciendo que él ya no era su hermano, y lo llamó "hermano traidor". Mako terminó llevando a Bolin fuera del establecimiento en contra de su voluntad. El hermano mayor hizo hincapié una vez más que "salir con un compañero de equipo fue una mala idea", a lo que respondió débilmente Bolin: "Tu eres una mala idea!"
Ya en el estadio el equipo se dio cuenta de los sentimientos y de la confusión que todos tenían, aun así se arriesgaron a competir en las semifinales, incluso involuntariamente Mako golpeó Bolin en la segunda ronda, y el equipo perdió los primeros dos asaltos por un amplio margen, en la tercera ronda, Mako fue eliminado del anillo temprano para un segundo tiempo, y Bolin resultó lesionado al poco tiempo. Mako ayudó a su hermano fuera del agua, y mientras subían a los vestuarios en el ascensor se disculpó por dejar que lo que pasó con Korra los dividiera. Luego miró Korra anotar un triplete improbable para avanzar al equipo a la final. Cuando se unió a ellos Korra, Mako le dio las gracias sinceramente por no darse por vencida en el equipo, y todos prometieron mutuamente que aún podrían ser amigos a pesar de todo la confusión.

### Campeonato Pro-Control
Mako y sus compañeros de equipo se encontraban entrenando para el partido final, cuando oyeron a Amon interrumpir una emisión de radio en donde amenazaba a Ciudad República con "graves consecuencias" si se permitía el torneo. Korra y su equipo montaron al Ayuntamiento en Naga para tratar de detener el Consejo de tomar esta decisión, pero para cuando llegaron, se enteraron de que el Consejo había acordado por unanimidad para ello, para su gran decepción. Afortunadamente, justo antes de Tarrlok declaró la decisión final, Lin Beifong entró City Hall. Para exigir que el torneo continúe, Lin ofreció la seguridad de la Policía de Metal control. El Consejo aceptó la oferta de Lin, y la emoción de los Hurones de Fuego, el partido continuó como estaba previsto.
El campeonato resultó ser un partido muy polémico. Los White Wolfbats cometieron una serie de movimientos ilegales, que incluso llevaron a Mako a sospechar que había valido la pena oficial del partido. Los hurones de fuego perdió por nocaut en el tercer asalto. Después del partido, los igualitarios atacaron el campo, principalmente a través del uso de electrificado.
Afortunadamente para el equipo, Pabu estaba al acecho en las cercanías. Bolin llama al hurón y le indicó que mordiera a través de la cuerda, que inicialmente Mako rechazó como su hermano haciendo sonidos infantiles de animales. Después del exitoso rescate de Pabu, Mako y Bolin se dirigieron a la explanada de la arena y ansiosamente esperado regreso de Korra de perseguir Amón y los igualitarios. Cuando regresó Korra tras su rescate por Lin, Mako fue el primero en saludar a Korra con un fuerte abrazo y le dijo que se alegraba de que estaba a salvo.

### Nuevo hogar
A raíz del ataque de los igualitarios sobre la arena, las autoridades cerraron el edificio, lo que obligó Mako y Bolin a trasladarse a otro lugar. Aceptaron la oferta de Asami, los hermanos se mudaron a la finca Sato, donde tiene un sabor de la buena vida. Sin embargo, pronto surgieron problemas cuando Korra escuchó Hiroshi pronunciando un mensaje inquietante acerca de la preparación de "strike", lo que sugiere que podría ser parte de los igualitarios. Mako, sin embargo, se negó a creer Korra y afirmó rotundamente que su amistad se acabaría si continuaba con su cruzada contra el padre de Asami, como él pensaba que solo lo hizo por celos de su relación con Asami.
Cuando las acusaciones de Korra resultó para celebrar el mérito y la búsqueda de la finca Sato se llevó a cabo. Sin embargo, cuando Mako oyó un ruido sospechoso procedente de la fábrica subterránea, engañó a al guardia y lo tiró encima con un estornudo fuego, y con Bolin, se aventuró hacia abajo en el túnel, descubriendo que Hiroshi no era más que un igualitario, pero también había logrado dominar a Korra y los demás. Sabiendo que se necesitaba ayuda, sostuvo a Korra en la espalda y estaba a punto de arrastrar Lin lejos cuando él y Bolin fueron detenidos por Hiroshi. Acorralado sin salida, Mako y los otros fueron rescatados por Asami, que sorprendió a su padre y el teniente.Una vez que el grupo escapó a través de dirigible, Mako se disculpó con Korra después por no creer en ella, y aceptó su oferta anterior a ir a vivir con ella en el Templo del Aire Isla.

### Formando el nuevo Equipo Avatar
Después de mudarse a Templo del aire de la Isla con su hermano y su novia, Mako se convirtió en una parte de lo que Bolin llamado "El nuevo Equipo Avatar", junto con Asami, Bolin y Korra. El uso de un Satomóbil en donde los cuatro patrullaban las calles de la ciudad buscando a igualitarios. La noche siguiente volvió a salir solo para descubrir que la policía estaba arrestando a inocentes No-Maestros y acusándolos de ser igualitarios. Al tratar de defender a Asami después de la orden de Tarrlok a arrestarla, Mako enfrentó a la policía y fue detenido también. Korra estaba a punto de dar rienda suelta a sus poderes de Tierra Control a Tarrlok y sus policías, pero Mako la convenció de que no valía la pena, lo que implica que solo empeoraría las cosas. Ella se echó atrás, y fue llevado a la cárcel junto a su hermano y Asami.

### La Búsqueda de Korra
Algún tiempo después, Mako y Bolin, sentados en la misma celda, siendo rescatados por Lin se enteraron de la desaparición de Korra, en donde Mako parecía muy preocupado y se dispuso a hacer todo lo posible para encontrarla. Los dos hermanos, junto con Asami, Tenzin, y Lin se infiltraron en una base igualitaria debajo de la ciudad, el grupo encontró y liberó a los capturados, por su parte Mako perdió el control así que fijo uno de los igualitarios contra la pared preguntado por el Avatar, sin embargo el miembro igualitario le dijo que la organización nunca había atacado a la Alcaldía, ni tenían a Korra, esto significaba que Tarrlok estaba mintiendo acerca de su ataque. Mako y el grupo escapó con éxito desde la base y comenzó a hacer su camino hacia el Ayuntamiento. Cuando se confronta Tarrlok en el Ayuntamiento, el grupo descubrió que era un Maestro Sangre y no dudo en atacarlos. Sin embargo, una vez que recuperó la conciencia, continuaron la búsqueda, después encuentran a Naga vagando por las calles de Ciudad República, llevando a Korra. Tenzin y Lin inmediatamente la bombardeó con preguntas, pero Mako les hizo a un lado, diciendo que necesitaba espacio, y rápidamente llevó a Korra a Oogi, al comentar la forma en que estaba tan preocupado por ella y asegurándole que estaba a salvo ahora, mientras Asami los miró con tristeza. Fueron estos acontecimientos que llevaron Mako para realizar sus verdaderos sentimientos por Korra.

### El ataque de los igualitarios
Después de rescatar a Korra, Mako la cuidó día y noche asegurándose de que estuviera bien. Después de la cena en el Templo del Aire de la isla, Mako entró en la cocina y pidió más agua caliente a Asami para hacer té para Korra. Se encontró con una dura respuesta de una irritada y celosa Asami, lo que llevó a Pema dejar la cocina permitiendo a la pareja a hablar. Asami le dijo a Mako que estaba herida y molesta, que había estado pasando mucho tiempo con Korra, y reveló que ella sabía que él había besado a Korra, e insistió a Mako para ser honesto acerca de sus sentimientos por el Avatar. El maestro fuego no fue capaz de encontrar una respuesta así que Asami le dejó en claro no poder tener una relación.
Poco después, comenzaron a atacar a los igualitarios a Ciudad República. Mako, junto con el resto Equipo Avatar se dirigieron a la ciudad en el Satomobil. Mako estaba a punto de sentarse junto a Asami pero ella le exclamo que era mejor que acompañara a Korra. La joven avatar se dio cuenta de lo sucedido y le pregunto a Mako ¿Todo bien? en el cual Mako le contestó "Excelente.."
El grupo chocó con una banda de igualitarios, los cuales habían capturado a Tenzin. Mako ayuda en su liberación mediante la utilización de una combinación de fuego control y un rayo. Cuando uno de los tanques de Hiroshi le disparó un cable para electrocutarlo, Mako logró canalizar la electricidad a la máquina mediante sus poderes, y así derrotar a su oponente. Después del encuentro, volaron de regreso a Templo del Aire de la Isla para defenderla contra los dirigibles de los igualitarios. Al llegar, se encontraron con que Lin, junto con los niños de Tenzin, había repelido con éxito los ataques y no requiere más ayuda de ellos. Más tarde ese día, los ataques se oprimen sin embargo, y Mako y sus amigos se vieron obligados a esconderse en una tubería de agua. Se consoló Korra, que no pasó desapercibido por Asami.

### Deteniendo a Amón
Mientras se escondía debajo de la ciudad, Korra y Mako robaron uniformes de los bloqueadores de chi, y se infiltraron en la reunión de los igualitarios para estar al día sobre los movimientos de Amón. Korra le inquietaba él se catalogada como cobarde por "huir", pero Mako le aconsejó que tuviera paciencia. Los dos se reincorporaron con Bolin y Asami en donde cenaron con Gommu. Más tarde esa noche, cuando ninguno de los dos podía dormir, Mako le dijo Korra que por todo lo que ha pasado, el no podía imaginar su vida sin ella. Él continuó diciendo Korra fue el más leal, valiente y desinteresada persona que había conocido nunca. Korra se sintió halagada y correspondido sus sentimientos, pero después de un momento tan delicado, rápidamente optaron por descansar un poco para la llegada de la mañana las Fuerzas Unidas.
Cuando el general Iroh apareció, la flota de las Naciones Unidas fue destruida rápidamente por los igualitarios. Korra logró rescatar al general, y lo trajo de vuelta a la guarida. Iroh encontró una flota aérea de los igualitarios y con ella poder recuperar la ciudad. El grupo decidió partir pero Korra, sin embargo, se negó a ir, ya que creía que era su deber quedarse en la ciudad y hacer frente a Amon. Mako insistió en acompañarla, mientras Bolin, Asami, Iroh y continuaron su camino para acabar con las naves aéreas. Mako y Bolin abrazaron y se dijeron adiós, Mako se disculpó con Asami acerca de cómo las cosas se había metido entre ellos, y le dijo que él quería que supiera que él todavía se preocupaba por ella. Asami dijo que todavía se preocupaba por él también, y le dio un beso en la mejilla, poniendo fin a su relación.

### En busca de Amón
Korra y Mako volvieron al Templo del aire de la Isla esperando poder emboscar a Amón, pero en su lugar encontró a Tarrlok encarcelados. Le dijo a Korra y a Mako que él y Amón eran hermanos, pasó a contarles acerca de su infancia, y que Amón era en realidad un Maestro Agua y un Maestro Sangre muy poderoso, así que intentar emboscar a Amón directamente sería una idea horrible, pero Korra comentó que sería mejor enfrentando frente a frente revelando la verdad enfrente de sus seguidores. Tarrlok les pidió disculpas y le dijo a Korra que ella era la única en detener a su hermano.
Cuando Mako y Korra llegaron a la arena, Korra hizo un intento de convencer a los partidarios de Amón que era realmente un maestro agua y un Maestro Sangre. Sin embargo, Amon reveló su rostro y en donde se ubicaba una "cicatriz" que supuestamente fue hecha por un maestro fuego que mató a su padre, los demás acusaron a Korra de mentirosa entonces Mako optó por escapar, pero Amon reveló la captura de Tenzin y su familia, y se dispuso a tomar su Aire Control. Korra y Mako fueron a la ayuda de los últimos maestros aire y los desataron rápidamente para que escaparan y ellos acabar con Amon.
Mako y Korra se retiraron y se escondieron en una de las salas de entrenamiento. Amon los siguió y comenzó a usar sangre control en Korra, Mako trató de detenerlo solo para ser sometidos. Amon procedió a tomar Korra para quitarle su control. Amon luego se acercó a él. Sin embargo, Mako logrado combatir la presión de Amón y lo evadió con un rayo, Mako tomo una Korra apenas consciente y trató de escapar, asegurándole que iba a estar bien. Amon, sin embargo, fue capaz de ponerse al día con ellos y detener a Mako, una vez más con Sangre Control. Amon felicitó a Mako por su capacidad de "sacar lo mejor de él", y comentó que era una lástima quitar su control. Mientras tanto, Korra miraba, y justo cuando estaba a punto de perder Mako su control, Korra pudo hacer su Aire Control y así evadir a Amon.

### Un nuevo comienzo
Mako y Korra se reunieron con Bolin, Lin, Asami, Iroh, Tenzin y su familia en Templo del Aire de la Isla y vio como Comandante Bumi había llegado. Más tarde, Mako y el resto del grupo fue al Polo Sur para ver si Katara podría tratar de restaurar los poderes de Korra. A pesar de sus mejores esfuerzos, Katara no pudo reparar el bloque que mantenía Korra, desanimada y frustrada salió de la habitación. Mako la siguió y trató de consolarla, Korra le dijo que regresara a Ciudad República; pensando que sin el control de los elementos ella ya no era el Avatar, Mako le dijo que no le importaba si ella era el Avatar o no, y explicó que cuando fue secuestrada por Tarrlok, pensó que nunca volvería a verla, y le hizo darse cuenta de lo mucho que se preocupaba por ella y que la amaba, pero era demasiado para ella y se escapó en Naga.
Mako posteriormente perseguido Korra a cabo en la tundra, y fue testigo de como Korra entró en el Estado Avatar, por primera vez en el borde del acantilado. Vio con asombro y deleite. Y cuando salió Korra del Estado Avatar, sonrió cálidamente y se dirigió hacia ella con los brazos abiertos. Korra saltó a sus brazos y lo abrazó, diciéndole que ella también lo amaba. Los dos se besaron, y, finalmente, regresaron a sus amigos y familiares. Más tarde, mientras estaba parado al lado de su hermano, fue testigo de como Korra le devolvió a Lin su Tierra Control.